# Río Uspallante
El río Uspallante es un curso natural de agua que nace en la falda norte del volcán Macá y fluye con dirección general norte hasta desembocar en el Canal Puyuhuapi. En su trayecto recibe aguas de hasta cuatro afluentes.: 526 

## Población, economía y ecología
El río Uspallante drena su propia cuenca y no pertenece a la cuenca natural del río Cisnes, es solo vecina, pero administrativamente asociada al río Cisnes. Es una zona con baja densidad poblacional.